# Niebezpieczne związki (singel)
Niebezpieczne związki – pierwszy singiel z piątego solowego albumu Grzegorza Turnaua pod tytułem Tutaj jestem. Swoją premierę miał w marcu 1997 roku. Znany jest ze scatowej wokalizy Justyny Steczkowskiej, w której imituje ona trąbkę.

## Teledysk
Teledysk nakręcono w 1997 roku. Przedstawia on Grzegorza i Justynę w studio nagraniowym. Klip zawiera także sceny animowane.

## Notowania
| Lista                              | Pozycja |
| ---------------------------------- | ------- |
| Lista przebojów Programu Trzeciego | 6       |
| SLiP                               | 28      |